# Wilson Moreira
Wilson Moreira Serra, ou simplesmente Wilson Moreira (Rio de Janeiro, 12 de dezembro de 1936 — Rio de Janeiro, 6 de setembro de 2018) foi um cantor e compositor brasileiro.

## Biografia
Nascido no bairro de Realengo, na Zona Oeste da cidade do Rio de Janeiro, Wilson Moreira teve várias profissões dentre elas as de guia de deficientes visuais, guarda penitenciário e engraxate. Desde criança, se interessou pelo samba, tendo na família avós e tios que foram jongueiros e tocadores de caxambu.
Em 1955 Wilson foi um dos fundadores da ala dos compositores da escola de samba carioca Mocidade Independente de Padre Miguel, participando também da bateria da escola. Seu primeiro samba-enredo, "Bahia", parceria com Ivan Pereira, foi um sucesso. Outro famoso samba-enredo seu, "As Minas Gerais", foi muito elogiado por Ary Barroso.
Em 1968 passou a colaborar em outra escola de samba, a Portela, onde faria história na ala dos compositores desta escola de samba. Na Portela encontraria grandes parceiros e amigos como Paulinho da Viola, Candeia, Natal da Portela e muitos outros.
O sambista teve as suas composições cantadas por grandes nomes da música brasileira. Leny Andrade, em 1956, gravou pela primeira vez a música de Wilson Moreira. Compôs temas gravados por artistas como Beth Carvalho ("Te Segura", "Goiabada Cascão", "Morrendo de Saudade" e "Peso na Balança"), Alcione ("Gostoso Veneno"), Clara Nunes ("Mulata do Balaio", "Deixa Clarear") e Elizeth Cardoso ("Cidade Assassina"). Jorge Aragão, Martinho da Vila também gravaram algumas de suas obras.
"Judia de Mim", composta ao lado de Zeca Pagodinho e "Quintal do Céu", são suas composições mais recentes de sucesso.  Todavia, o parceiro musical costumeiro de Wilson era o compositor Nei Lopes,  parceria esta considerada uma das mais bem sucedidas da história do samba, rendendo dois discos antológicos; o primeiro "A Arte Negra de Wilson Moreira e Nei Lopes", lançado em 1980, contém clássicos como "Goiabada Cascão" e "Gostoso Veneno", já o segundo, "O Partido (Muito) Alto de Wilson Moreira e Nei Lopes", de 1985, traz "Fidelidade Partidária” e “Eu Já Pedi”.
Wilson Moreira faleceu vítima de câncer no rim em 7 de setembro de 2018.

## Discografia
Solo
- 1986 - “Peso na Balança”
- 1989 - “Okolofé”
- 2002 - “Entidades 1”
- 2011 - “Wilson Moreira e Baticun” (gravado em 1991)[3]
- 2018 - “Tá com Medo, Tabaréu?” (póstumo)[3]

Em parceria com Nei Lopes
- 1980 - “A Arte Negra de Wilson Moreira e Nei Lopes”
- 1985 - “O Partido (Muito) Alto de Wilson Moreira e Nei Lopes”